# Università delle Arti del Comune di Kyoto
L'Università delle Arti del Comune di Kyoto (京都市立芸術大学?, Kyōto Shiritsu Geijutsu Daigaku), conosciuta semplicemente come "Kyōtogeidai" (京都芸大?, Kyōto-Geidai) o "Kyōgei" (京芸?, Kyōgei), è un'università municipale di arte generale e musica a Kyoto, in Giappone. Fondata nel 1880, è la più antica università delle arti del Giappone, con una storia più lunga dell'Università delle arti di Tokyo, fondata a Tokyo nel 1887. Tra il suo corpo docente e i suoi laureati ci sono stati 16 destinatari dell'Ordine della Cultura, 24 membri dell'Accademia giapponese d'arte e 10 artisti designati Tesori nazionali viventi. È stata particolarmente associata ai pittori nihonga del Giappone occidentale.